# Schweizer Fussball-Supercup
Der Schweizer Fussball-Supercup war ein Supercup-Wettbewerb und wurde nur fünfmal ausgetragen zwischen 1986 und 1990. Es standen sich jeweils der amtierende Schweizer Meister und Schweizer Cupsieger gegenüber.

## Die Endspiele im Überblick
| Jahr | Meister                 | Ergebnis             | Cupsieger               |
| ---- | ----------------------- | -------------------- | ----------------------- |
| 1986 | BSC Young Boys          | 3:1                  | FC Sion                 |
| 1987 | Neuchâtel Xamax         | 3:0                  | BSC Young Boys          |
| 1988 | Neuchâtel Xamax         | 2:2 n. V., 5:2 i. E. | Grasshopper Club Zürich |
| 1989 | FC Luzern               | 2:4                  | Grasshopper Club Zürich |
| 1990 | Grasshopper Club Zürich | 1:1 n. V., 3:4 i. E. | Neuchâtel Xamax *       |

*  Grasshoppers Zürich gewann 1990 das Double, Xamax nahm als Cupfinalist teil.

### Rangliste der Sieger
- 3: Neuchâtel Xamax
- 1: Grasshopper Club Zürich, BSC Young Boys